# Walter Winans
Walter Winans (Sint-Petersburg (Keizerrijk Rusland), 21 september 1891 - Dagenham (Verenigd Koninkrijk), 30 juni 1974) was een Amerikaans schutter en beeldhouwer.

## Carrière
Winans werd geboren in Sint-Petersburg waar zijn vader zorgde voor de aanleg van het nationale spoorwegnetwerk. Later verhuisde Winans naar het Verenigd Koninkrijk.
Winans nam deel aan de Olympische Zomerspelen van 1908, er was weerstand tegen zijn deelname onder Amerikaanse vlag omdat hij nooit een voet had gezet in de Verenigde Staten. Hij won de gouden medaille op het onderdeel lopend hert dubbelschot mannen
Tijdens de Olympische Zomerspelen 1912 won Winans de zilveren medaille op het onderdeel lopend hert enkelschot team mannen en bij de kunstwedstrijden de gouden medaille bij het beeldhouwen. Het winnend werk was het bronzen standbeeld An American Trotter. Met terugwerkende kracht heeft het IOC heeft in de jaren vijftig de erkenning van de olympische medailles bij de kunstwedstrijden teruggedraaid. Als beeldhouwer was Winans gespecialiseerd in beelden van paarden. Zijn werk werd veertien maal tentoongesteld in de British Royal Academy.
Aan het eind van zijn leven raakte hij in financieel zwaar weer omdat zijn Russische bezittingen waardeloos waren na Oktoberrevolutie.

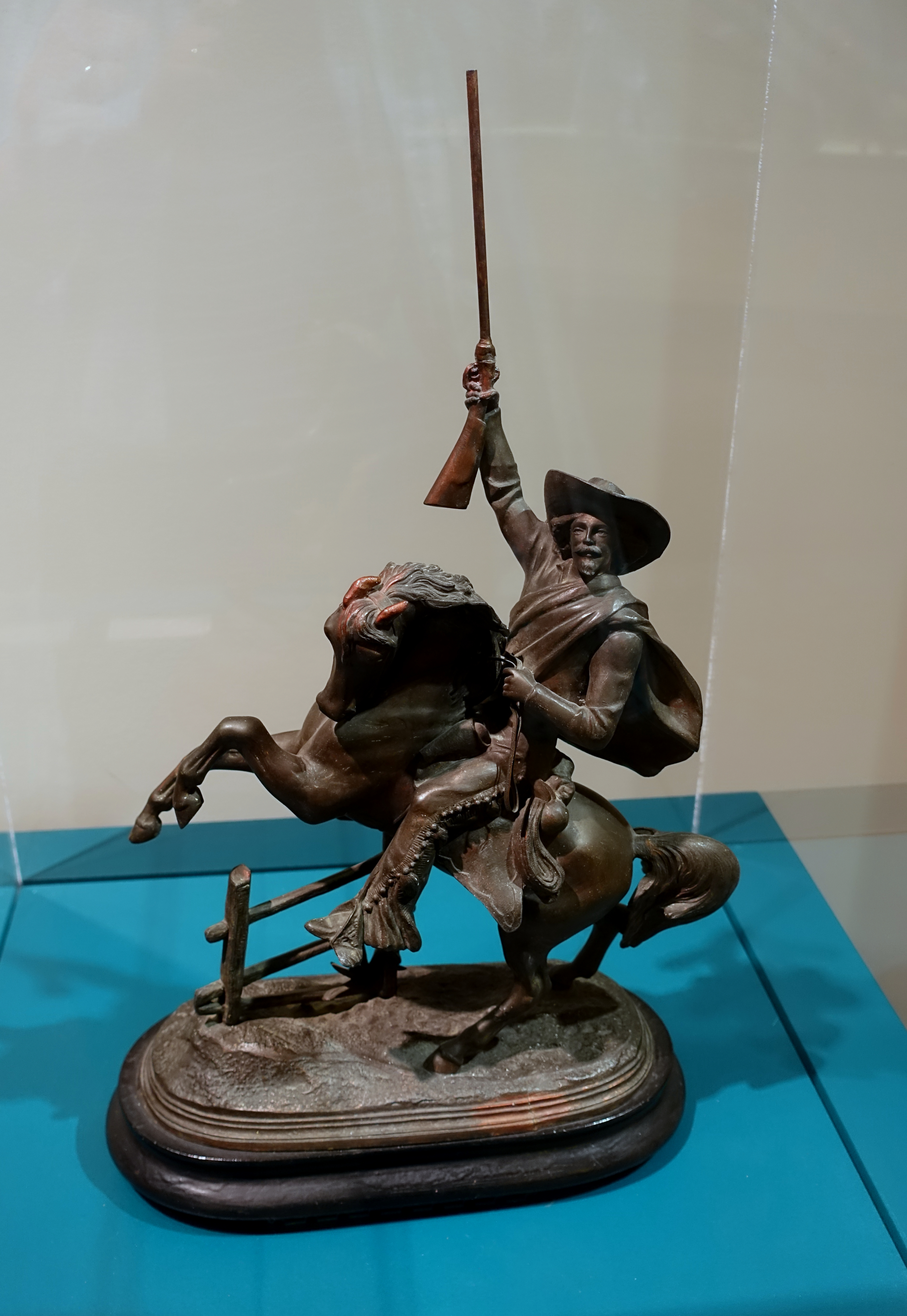
Buffalo Bill (John and Mable Ringling Museum of Art, Sarasota)

### Olympische Zomerspelen
| Jaar | Plaats   | Resultaten |
| ---- | -------- | --- |
| 1908 | Londen   | lopend hert dubbelschot mannen · 6e lopend hert enkelschot team mannen · 19e kleinkalibergeweer 25 y, verdwijnend doel · 10e kleinkalibergeweer 25 y, bewegend doel · 38e pistool 50 y, individueel |
| 1912 | Helsinki | lopend hert enkelschot team mannen · 29e lopend hert enkelschot mannen · 11e lopend hert dubbelschot mannen · 4e duelpistool 30 m team · 4e duelpistool 30 m team · 49e pistool 50 m individueel    |
| 1912 | Helsinki | beeldhouwen (Bronzen borstbeeld) |